# The English Constitution

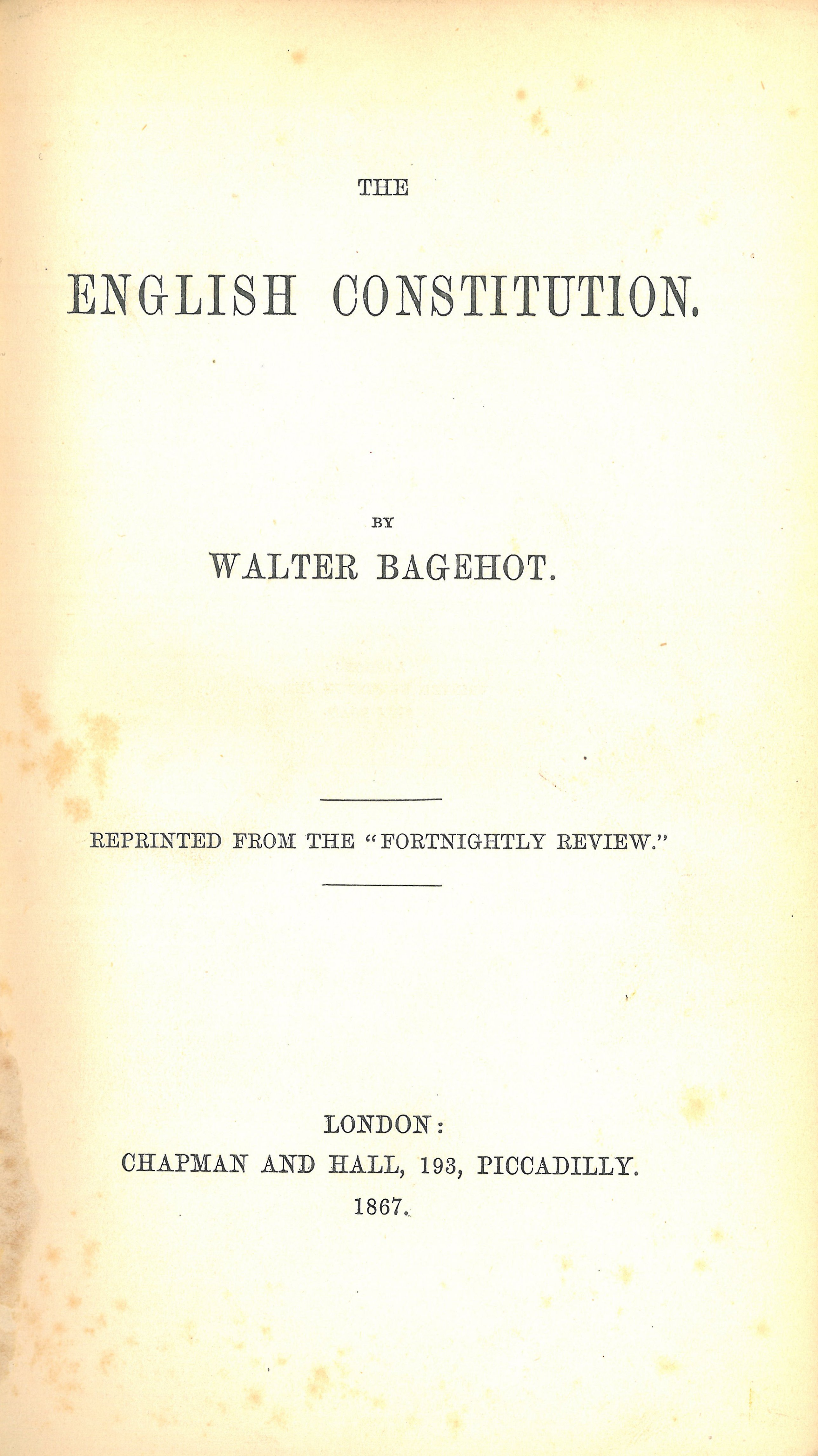
The English Constitution

The English Constitution es un libro de Walter Bagehot.  Escrito en 1867, explora la constitución del Reino Unido, específicamente el funcionamiento del  Parlamento y la Monarquía británica y contrasta el gobierno inglés con el americano. El libro se convirtió en una obra fundamental  que fue traducida a varios idiomas.

## Observaciones sobre la comparación de gobiernos
Mientras que las referencias de Bagehot al parlamento se han quedado obsoletas, sus observaciones acerca de la monarquía se consideran vitales para comprender los principios de la monarquía constitucional.Definió los derecho y roles del monarca vis-à-vis al gobierno en tres puntos o frases:
- The right to be consulted; (Derecho a ser consultado)
- The right to advise; (Derecho a aconsejar)
- The right to warn.(Derecho a advertir)

Generaciones de monarcas ingleses han estudiado el análisis de Bagehot.